# Agrosteomela
Agrosteomela is een geslacht van kevers uit de familie bladkevers (Chrysomelidae).
De wetenschappelijke naam van het geslacht werd in 1857 gepubliceerd door Johannes von Nepomuk Franz Xaver Gistel.

## Soorten
- Agrosteomela flavipennis Ge, Wang & Li, 2004
- Agrosteomela medvedevi Daccordi, 2001
- Agrosteomela nigrita Ge, Wang & Li, 2004